# Team Yasar Hamburg
Das Team Yasar Hamburg war ein deutscher Futsalverein aus Hamburg. Die Mannschaft wurde im Jahre 2010 Zweiter beim DFB-Futsal-Cup, der deutschen Meisterschaft im Futsal.

## Geschichte
Im Jahre 2009 wurde beim MSV Hamburg, einem Verein aus der Großsiedlung Mümmelmannsberg, eine Futsalmannschaft gegründet. Diese wurde auf Anhieb norddeutscher Meister und qualifizierte sich für den DFB-Futsal-Cup 2010, wo die Hamburger das Endspiel erreichten. Hier verlor die Mannschaft gegen SD Croatia Berlin mit 5:9. Im Jahre 2011 spaltete sich die Futsalabteilung vom MSV ab und gründete mit dem Team Yasar Hamburg einen eigenständigen Verein. Namensgeber des Vereins ist der erste Vorsitzende Mustafa Yasar. 2012 qualifizierte sich die Mannschaft erneut für den DFB-Futsal-Cup und wurde nach einer 4:5-Niederlage nach Sechsmeterschießen gegen den UFC Münster Vierter. Ein Jahr später war bereits nach dem Viertelfinale Schluss. Am Ende der Saison 2014/15 wurde das Team Yasar Hamburg aufgelöst. Der Vorstand und die Spieler schlossen sich mit dem FC St. Pauli zusammen.

## Erfolge
- DFB-Futsal-Cup-Finalist: 2010
- Norddeutscher Futsalmeister: 2010, 2011, 2013[1]